# Холщевникова, Зоя Фёдоровна
Зоя Фёдоровна Холщевникова (30 декабря 1920, СССР — 12 июня 1991, Москва, РСФСР, СССР) — советская конькобежка, серебряный призёр чемпионата мира в многоборье 1949 года, бронзовый призёр чемпионата мира в многоборье 1948 года, чемпионка СССР в многоборье 1944 года. Заслуженный мастер спорта СССР. Экс-рекордсменка мира на 3000 метров. Выступала за СО "Медик" (1937), ВФСО "Динамо" (Москва).

## Биография
Зоя Холщевникова родилась в Москве, в большой семье. У её отца Фёдора было пять братьев и сестёр. С 7 лет Зоя бегала на простых коньках, а начала заниматься на беговых коньках в 1936 году в секции «Юный динамовец». Её тренером был Иван Аниканов. Уже в 1936 году она стала второй на первенстве Москвы, а через год заняла 1-е место. Холщевникова стала первой советской конькобежкой, рекордсменкой мира на дистанции 3000 метров и в многоборье. 
В 1937 году динамовка Зоя выиграла чемпионат СССР в многоборье среди девушек, и все рекорды по разряду девушек принадлежали на тот момент этой девятикласснице. В 1940 году заняла 6-е место на взрослом чемпионате СССР, однако война помешала ей показать свои лучшие результаты. В 1943 году был проведён чемпионат СССР, где участвовало несколько спортсменок. Холщевникова смогла выиграть две дистанции, но в забеге на 500 метров была дисквалифицирована и заняла последнее место. Но уже через год в 1944-м стала чемпионкой СССР. 
В 1945-м и 1946-м годах занимала 2-е места. В марте 1948 года Холщевникова стала бронзовым призёром чемпионата СССР по многоборью, а месяцем ранее стала бронзовым призёром на чемпионате мира в Турку, где советские спортсменки впервые приняли участие. В 1949 году на чемпионате мира в Конгсберге завоевала серебряную медаль в сумме многоборья и вновь стала 2-й на чемпионате СССР.
Через год на чемпионате мира в Москве Зоя заняла только 10-е место в многоборье. В 1951 году советские спортсменки не участвовали на мировом первенстве, а в 1952 году после 15-го места на чемпионате СССР в Алма-Ате она завершила карьеру спортсменки. Зоя Холщевникова окончила Высшую школу тренеров. Была тренером чемпионки мира Инги Артамоновой.

## Рекорд мира
30 января 1949 года в Москве установила рекорд мира на дистанции 3000 метров — 5.29,1.

## Награды
- Орден «Знак Почёта» (27.04.1957) — «за успехи, достигнутые в деле развития массового физкультурного движения в стране, повышения мастерства советских спортсменов, и успешное выступление на международных соревнованиях»